# Entertainment Software Publishing
 (mars 2020).
Si vous disposez d'ouvrages ou d'articles de référence ou si vous connaissez des sites web de qualité traitant du thème abordé ici, merci de compléter l'article en donnant les références utiles à sa vérifiabilité et en les liant à la section « Notes et références ».
Entertainment Software Publishing (エンターテインメント・ソフトウェア・パブリッシング), ou ESP, est une société de production de jeux vidéo japonaise fondée en 1997.

## Principaux jeux
- Lunar 2: Eternal Blue
- Magic School Lunar!
- Grandia (Game Arts)
- Radiant Silvergun (Treasure)
- Kidō Senshi Gundam: Giren no Yabō (Mobile Suit Gundam: Giren's Ambition) (CRI)
- Silhouette Mirage (Treasure)
- Baroque (Sting)
- Code R (Quintet)
- Bangai-O (Treasure)
- Abarenbo Princess (Alfa System)
- Chaos Seed (Neverland Company)
- Record of Lodoss War (DC) (Neverland Company)
- Ikaruga (Treasure)
- Série Hajime no Ippo connu aux États-Unis sous le nom Victorious Boxers
- Garouden Breakblow et Garouden Breakblow: Fist or Twist (Goshow)